# Eijsden-Margraten
Eijsden-Margraten (Èèsjde-Mergraote en limburguès) és un municipi de la província de Limburg, al sud-est dels Països Baixos.
Es va crear l'1 de gener de 2011 amb la fusió d'Eijsden i Margraten